# Bootstrupp

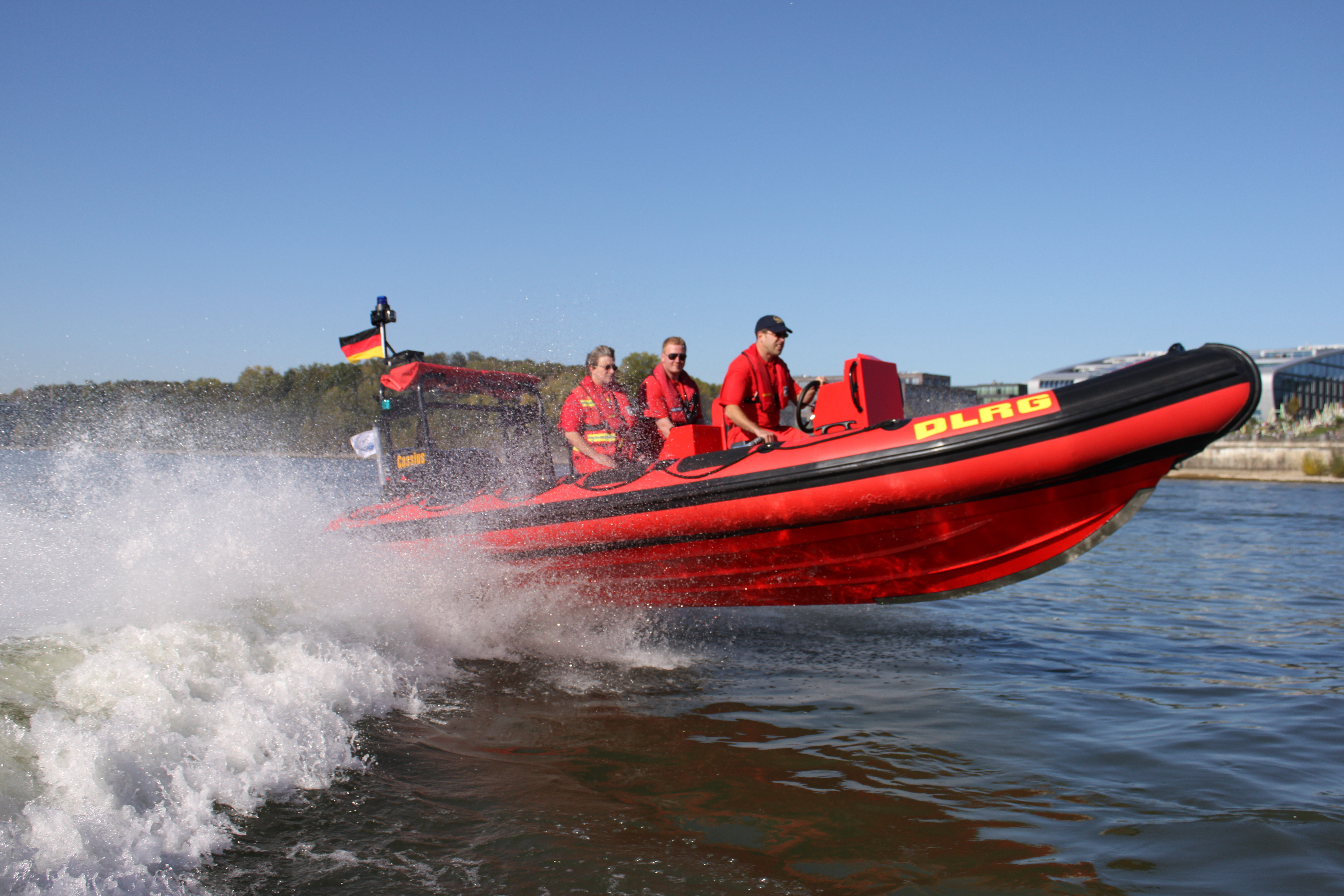
Motorrettungsboot der DLRG auf dem Rhein im Einsatz

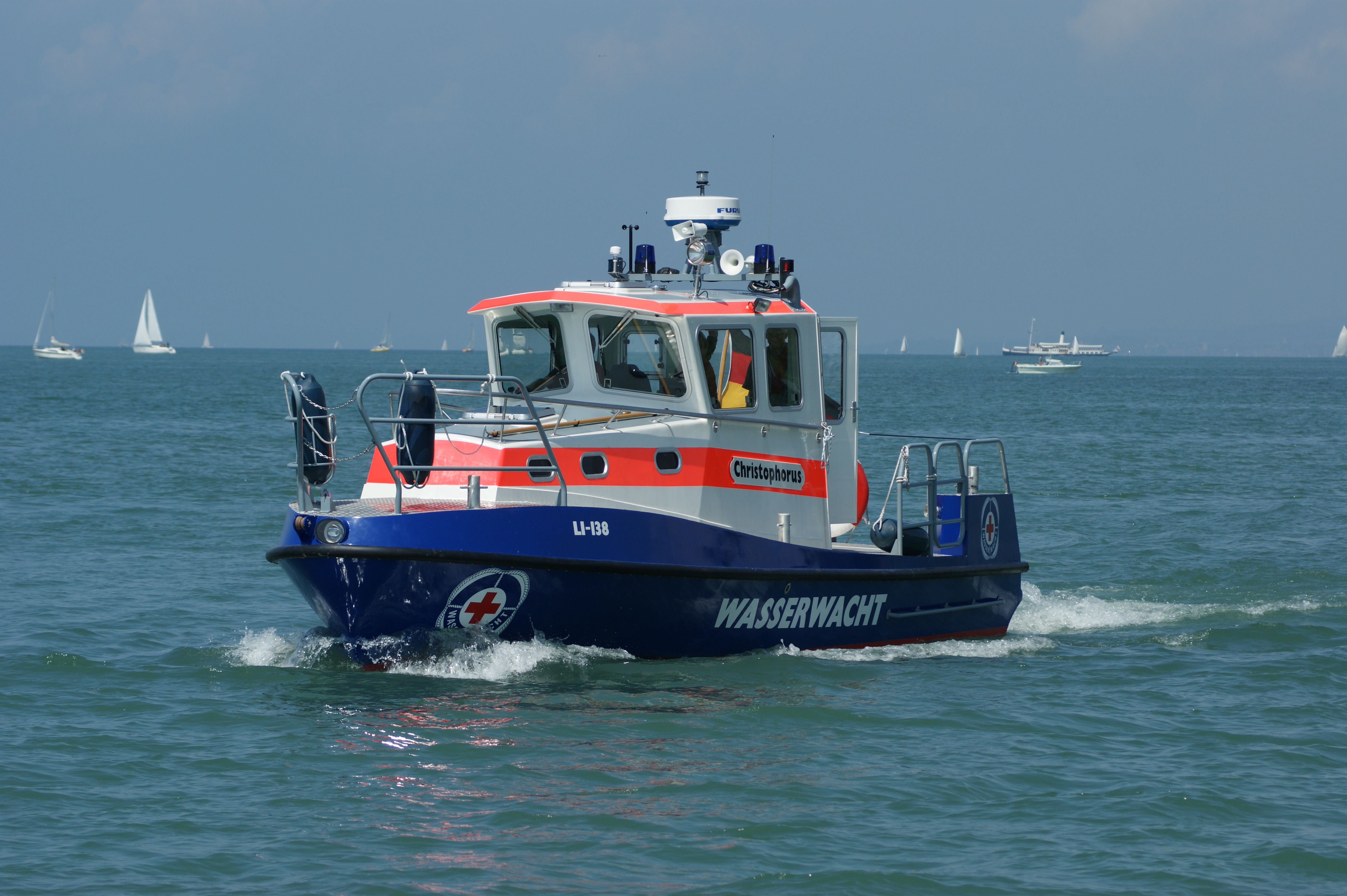
MS „Christophorus“, Bodensee

Ein Bootstrupp der Deutschen Lebens-Rettungs-Gesellschaft bzw. der Wasserwacht ist eine Teileinheit einer Wasserrettungsgruppe und einer Schnelleinsatzgruppe Wasserrettung. Er verfügt über einen  Gerätewagen Wasserrettung (DLRG, Feuerwehren) bzw. Sonderfahrzeug Wasserrettung (Wasserwacht) sowie ein Rettungsboot.
Der Bootstrupp unterstützt zudem den Einsatztauchtrupp bei der Suche und Rettung Ertrinkender, Suche und Bergung von Wasserleichen oder der Bergung von Sachwerten. Er wird aber besonders auch zur technischen und ggf. wirtschaftlichen Hilfeleistung auf dem Wasser verwendet.

## Einsatzkräfte
Ein Bootstrupp besteht meistens aus einem Truppführer (TrFhr), einem Kraftfahrer, einem Bootsführer und zwei Helfern (in der Regel ein Rettungsschwimmer und ein Funker). (0/1/4/5)